# Więzień labiryntu (seria filmów)
Więzień labiryntu (oryg. Maze Runner) - seria filmów fantastycznych w reżyserii Wesa Balla, na podstawie powieści Jamesa Dashnera.

## Filmy
- 2014: Więzień labiryntu
- 2015: Więzień labiryntu: Próby ognia
- 2018: Więzień labiryntu: Lek na śmierć

## Fabuła

### Więzień labiryntu
Nastoletni Thomas (Dylan O’Brien) budzi się w ciemnej windzie, nie pamiętając niczego. Trafia do Strefy – zamkniętego obszaru zamieszkanego przez grupę chłopców, którzy dostali się tam w identyczny sposób. Każdego ranka mur otaczający Strefę otwiera się, ukazując wejście do Labiryntu, z którego od trzech lat najstarsi mieszkańcy próbują znaleźć wyjście. Wszystko zaczyna się zmieniać, gdy do Strefy trafia dziewczyna w śpiączce – Teresa (Kaya Scodelario).

### Więzień labiryntu: Próby ognia
Po ucieczce z Labiryntu Thomas (Dylan O’Brien) i pozostali mieszkańcy Strefy – Newt (Thomas Sangster), Minho (Ki Hong Lee), Teresa (Kaya Scodelario), Frypan (Dexter Darden) i Winston (Alexander Flores), stają przed kolejnym wyzwaniem. Muszą w ciągu kilku dni przejść przez najbardziej zniszczoną część Ziemi, by dowiedzieć się, jaki był prawdziwy cel umieszczenia ich w Strefie.

### Więzień labiryntu: Lek na śmierć
Thomas wyrusza na misję w celu znalezienia lekarstwa zwalczającego śmiertelną chorobę.

## Krytyka (wedługRotten Tomatoes)
- Więzień labiryntu – 65%[1]
- Więzień labiryntu: Próby ognia - 46%[2]
- Więzień labiryntu: Lek na śmierć – 43%[3]